# Chicagská sedmička
Chicagská sedmička (původně Chicagská osma) bylo označení obžalovaných aktivistů, kterými byli Abbie Hoffman, Jerry Rubin, David Dellinger, Tom Hayden, Rennie Davis, John Froines a Lee Weiner. Federální prokuraturou USA byli obviněni ze spiknutí, podněcování k nepokojům a dalším přečinům, kterých se měli dopustit během protestů proti válce ve Vietnamu konaných při příležitosti národního sjezdu Demokratické strany v Chicagu, ve státě Illinois, v roce 1968. Osmým obviněným byl Bobby Seale, člen Černých panterů, přičemž jeho soudní řízení bylo označeno za zmateční, a tím byl vyčleněn ze soudního procesu.
Všech sedm obviněných bylo shledáno nevinnými v otázce spiknutí, ovšem pět z nich bylo odsouzeno za podněcování k nepokojům. Nicméně všichni byli soudcem Juliem Hoffmanem odsouzeni za mnohočetné pohrdání soudem. Odvolací soud rozsudky ovšem zvrátil ve prospěch obžalovaných.

## Pozadí
Národní sjezd Demokratické strany byl do Chicaga svolán v srpnu 1968 z důvodu volby kandidáta na podzimní prezidentské volby. V průběhu jeho konání se ve městě konala řada protestních akcí, zejména proti postupu prezidenta Lyndona B. Johnsona ve válce ve Vietnamu.
Spolky a skupiny organizující demonstrace a protestní akce se snažily získat povolení úřadů k pořádání, ty je ovšem, až na jednu, všechny zamítly. Demonstranti a zastánci kontrakultury se shromažďovali také v městském Lincolnově parku, ve kterém město nařídilo zákaz pobytu po 23. hodině. Vymáhání dodržování zákazů policií vyvolalo střety s protestujícími. Dne 28. srpna 1968 se konala největší demonstrace, které se účastnilo 15 000 lidí. Po jejím ukončení se několik tisíc lidí vydalo pochodovat k budově International Amphitheatre, ve které se konal sjezd Demokratů. po cestě byli ovšem zastaveni policií, která během zásahu použila donucovacích prostředků, včetně slzného plynu. Protestující zde poprvé skandovali slogan „The whole world is watching“ (neboli „celý svět se dívá“). Protesty a střety s policií pokračovaly dalších pět dní, během kterých policie zatkla mnoho demonstrantů. Střety si vyžádaly zraněné na obou stranách. Při střetech byli zraněni také novináři, kteří o demonstracích psali či z nich dělali reportáže. Stávalo se, že jim policie v některých případech zabavila i nafocené filmy. Po pozdějším vyšetřování federální komise U.S. National Commission on the Causes and Prevention of Violence byla za původce nepokojů označena policie.
Po protestech byla v září 1968 svolána federální velká porota, která se měla zabývat vyšetřováním možných zločinů spáchaných během nepokojů. Vyšetřování trvalo půl roku, během kterého velká porota vyslechla 200 svědků. Tehdejší ministr spravedlnosti Ramsey Clark odrazoval od vznesení obvinění, jelikož se domníval, že nepokoje vznikly podceněním situace městskou policií. Obvinění byla ovšem nakonec vznesena v návaznosti na to, že novým prezidentem byl v lednu 1969 inaugurován Richard Nixon a post ministra spravedlnosti převzal John Mitchell. Velká porota tak v březnu 1969 vznesla obvinění proti osmi demonstrantům (z federálních zločinů spiknutí a podněcování k nepokojům) a proti osmi policistům (z porušení občanských práv).

## Proces

### Strany
Původními osmi obžalovanými demonstranty byli: Abbie Hoffman, Jerry Rubin, David Dellinger, Tom Hayden, Rennie Davis, John Froines, Lee Weiner a Bobby Seale. Přelíčení začalo 24. září 1969. Obhajoby se chopili advokáti William Kunstler a Leonard Weinglass z neziskové organizace Center for Constitutional Rights. jejich právní tým dále tvořili Michael Kennedy, Michael Tigar, Charles Garry, Gerald Lefcourt a Dennis Roberts. Předsedajícím soudcem byl Julius Hoffman. Federálními prokurátory byli Richard Schultz a Tom Foran. Soudní proces byl ostře sledovaný a doprovázený protesty před budovou soudu, kvůli kterým byla v říjnu 1969 povolána také Národní garda.

### Průběh procesu
Proces byl plný různých kuriozit. Například soudce Julius Hoffman nechal zaprotokolovat, že obviněný Abbie Hoffman není jeho synem, na což on odpověděl: „Tati, tati, proč jsi mě zavrhl?“ Soudce stejně tak vyjádřil opovržení vůči dlouhým vlasům advokáta Williama Kunstlera. Z Chicagské osmy se velmi rychle stala Chicagská sedmička poté, co byl pro zmateční řízení vyčleněn obviněný Bobby Seale, který soudce neustále přerušoval, jelikož mu nebyl dopřán advokát dle vlastní volby. Seale totiž trval na tom, aby ho zastupoval advokát Charles Garry, který ovšem v téže době podstupoval lékařský zákrok. Soudce ovšem odmítl proces odložit. Dne 29. října ho dokonce nechal umlčet spoutáním a nasazením roubíku. Seale byl takto umlčen po několik dní líčení, než proti tomu začal protestovat i federální prokurátor Richard Schultz, který to označil za praktiku středověkého mučení. Celé připojení Bobbyho Sealea do procesu s Chicagskou sedmou se ukázalo jako fiasko, poté co u soudu vyšlo najevo, že se vůbec neúčastnil demonstrací a byl v Chicagu pouze dva dny jako zástup za řečníka Eldridge Cleavera, rovněž člena Černých panterů. Soudce Hoffman sice Sealea vyčlenil z přelíčení, ale odsoudil ho ke čtyřem letům odnětí svobody za mnohočetné pohrdání soudem, což byl jeden z nejpřísnějších rozsudků udělených za tento přečin. Nicméně i tento rozsudek byl následně zrušen odvolacím soudem.
Proces byl rovněž provázen opakujícími se posměšky obviněných Abbieho Hoffmana a Jerryho Rubina, členů Youth International Party. Svým kuriózním průběhem na sobě proces udržel pozornost a zájem médií a tím i protestujících. Jednou se dokonce Hoffman a Rubin u soudu ukázali v soudcovských talárech, jindy zase Hoffman posílal imaginární polibky porotcům. Soudce se stal také častým terčem urážek ze strany obžalovaných. Abbie Hoffman během procesu na jeho adresu pronesl, že by jako soudce dobře sloužil Hitlerovi. Rennie Davis a Jerry Rubin zase označili průběh přelíčení za hovadinu.
Soudní přelíčení trvalo měsíce. Obhajoba během nich předvolala řadu osobností americké levice a kontrakultury, mezi nimi například: zpěváky a zpěvačky Phila Ochse, Judy Collins, Arla Guthrieho a Joea McDonalda; spisovatele Normana Mailera a Allena Ginsberga a aktivisty Timothyho Learyho a Jesseho Jacksona. Obhajoba povolala jako svědka také bývalého ministra spravedlnosti Ramseyho Clarka. Soudce Hoffman ovšem odmítl, aby svědčil před porotou. Vyslýchán byl tedy bez přítomnosti poroty. Během výslechu mu obhajoba položila 38 otázek, přičemž obžaloba 14 z nich zpochybnila námitkami, které soudce všechny uznal.

### Rozsudky
Poté, co se na konci přelíčení porota odebrala k poradě před vynesením rozsudku, soudce Hoffman odsoudil všechny obžalované a jejich advokáty Kunstlera, Kennedyho, Weinglasse, Lefcourta, Robertse a Tigara, k trestům za pohrdání soudem. Tresty se pohybovaly od 2 a půl měsíce až ke 4 rokům odnětí svobody. Nejpřísnější trest dostal advokát William Kunstler.
Porota vynesla rozsudek 18. února 1970. Všechny obžalované zprostila viny ve věci spiknutí, ovšem Abbie Hoffman, Jerry Rubin, David Dellinger, Tom Hayden a Rennie Davis byli shledáni vinnými z podněcování k nepokojům. O dva dny později byli odsouzeni k pěti letům odnětí svobody a finanční pokutě. Po dvou letech, 21. listopadu 1972, byly všechny rozsudky zrušeny odvolacím soudem, který usoudil, že soudce Hoffman byl proti obžalovaným zaujatý. Federální prokuratura odmítla proces opakovat. Obvinění tak byli osvobozeni.

## V jiných médiích
Téma procesu chicagské sedmy se objevilo nejméně v 25 písních.
Téma se také v různé podobě a rozsahu objevilo v řadě filmů:
- 1970 – The Chicago Conspiracy Trial – britský televizní dokumentární film.
- 1970 – Vladimir et Rosa – francouzský film režisérů Jean-Luca Godarda a Jean-Pierrea Gorina.
- 1971 – Punishment Park – americký film, režie Peter Watkins.
- 1971 – Bananas – americký film, režie Woody Allen.
- 1987 – Conspiracy: The Trial of the Chicago 8 – americký televizní dokumentární film stanice HBO.
- 2000 – Steal This Movie – americký film, režie Robert Greenwald.
- 2007 – Chicago 10 – americký animovaný dokumentární film, režie Brett Morgen.
- 2008 – The Great Chicago Conspiracy Circus – americký film, režie Kerry Feltham.
- 2012 – The Chicago 8 – americký film, režie Pinchas Perry.
- 2020 – The Trial of the Chicago 7 – americký film distribuovaný VOD službou Netflix, režie Aaron Sorkin.